# Stjärnorna finns här
Stjärnorna finns här är den svenska reggaeartisten Kapten Röds debutalbum, utgivet under försommaren 2007. Det nådde 58:e plats på den svenska albumlistan.
Texterna handlar om olika orättvisor i samhället och om dess förfall.

## Låtlista
1. "Stjärnorna finns här" (Kapten Röd) – 3:07
2. "Kallakallacka" (Hofmästarn/Kapten Röd) – 3:08
3. "Trasig" (Stina Göransson/Kapten Röd) – 4:01
4. "Galenskap" (Hofmästarn/Majorerna/Kapten Röd) – 4:20
5. "Du e la go" (Tommy Tip/Kapten Röd) – 2:43
6. "Ta inga order" (Kapten Röd) – 3:41
7. "Elden" (Stina Göransson/Partillo/Kapten Röd) – 2:51
8. "Ensamhället" (Partillo/Kapten Röd) – 3:19
9. "Mördare" (Mysticman/Kapten Röd) – 3:21
10. "29 mars" (Partillo/Kapten Röd) – 3:19